# Berliet C3
Der Berliet C3 war ein Pkw-Chassis mit Motor von Berliet in Lyon aus dem Jahr 1908, auf dem die Käufer Karosserien nach ihren Wünschen aufbauen ließen. Wegen seiner effektiven Leistung wird das Fahrzeug auch Berliet 40 CV genannt.

## Geschichte und Technik
Das Fahrzeug erhielt seine allgemeine Betriebserlaubnis durch den örtlich und sachlich zuständigen Inspecteur des Mines im Februar 1908. Wie lange es gebaut wurde, ist aus den Akten nicht ersichtlich. Aufgrund seiner Größe ist es als Fahrzeug der Oberklasse einzustufen.
Ein Vierzylindermotor (Bohrung 120 mm, Hub 140 mm, Hubraum 6333 cm³) leistete 40 PS bei 900/min. Steuerlich war der Wagen mit 24 CV fiscaux eingestuft. Das Getriebe hatte vier Vorwärtsgänge und einen Rückwärtsgang. Die Antriebskraft wurde über Ketten an die Hinterachse übertragen. Der Radstand betrug 3,20 m.